# Оболонний Василь Іванович
Васи́ль Іва́нович Оболо́нний (1900, Засулля, Російська імперія — 12 вересня 1938, Київ, СРСР) — радянський залізничник українського походження, начальник Південно-Західної залізниці (1937). Репресований сталінським режимом.

## Життєпис
Василь Оболонний народився у Засуллі (нині — район міста Ромни). Закінчив Харківський інститут інженерів транспорту. У 1924 році вступив до лав ВКП(б). У грудні 1932 року був призначений заступником начальника дільниці тяги другого експлуатаційного району Харків Південної залізниці. Згодом працював начальником Слов'янської дільниці тяги. У 1937 році був призначений начальником Південно-Західної залізниці.
1 грудня 1937 року в помешканні Оболонного було проведено обшук, а його самого було заарештовано. Оболонного звинуватили в тому, що він був активним учасником право-троцькістської організації. На допитах він підтвердив цей факт, а також те, що проводив диверсійно-шкідницьку діяльність на підприємствах. Втім, конкретних фактів Оболонний не навів, натомість заявив, що на посаді начальника Південно-Західної залізниці працював чесно і жодних дій, що принесли б шкоду радянській владі, не чинив. 12 вересня 1938 року його було розстріляно.
У 1957 році під час додаткового розслідування було встановлено, що, незважаючи на визнання провини, Оболонного було засуджено безпідставно. Вирок було винесено виключно на основі його власних показань, а також на основі показань людей, що теж були засуджені з порушеннями закону.

## Нагороди
- Орден Леніна
- Нагрудний знак «Ударнику Сталінського заклику»